# Conandron ramondioides
Conandron és un gènere monotípic de plantes que pertany a la família Gesneriaceae. La seua única espècie, Conandron ramondioides, és originària de la Xina i Japó.

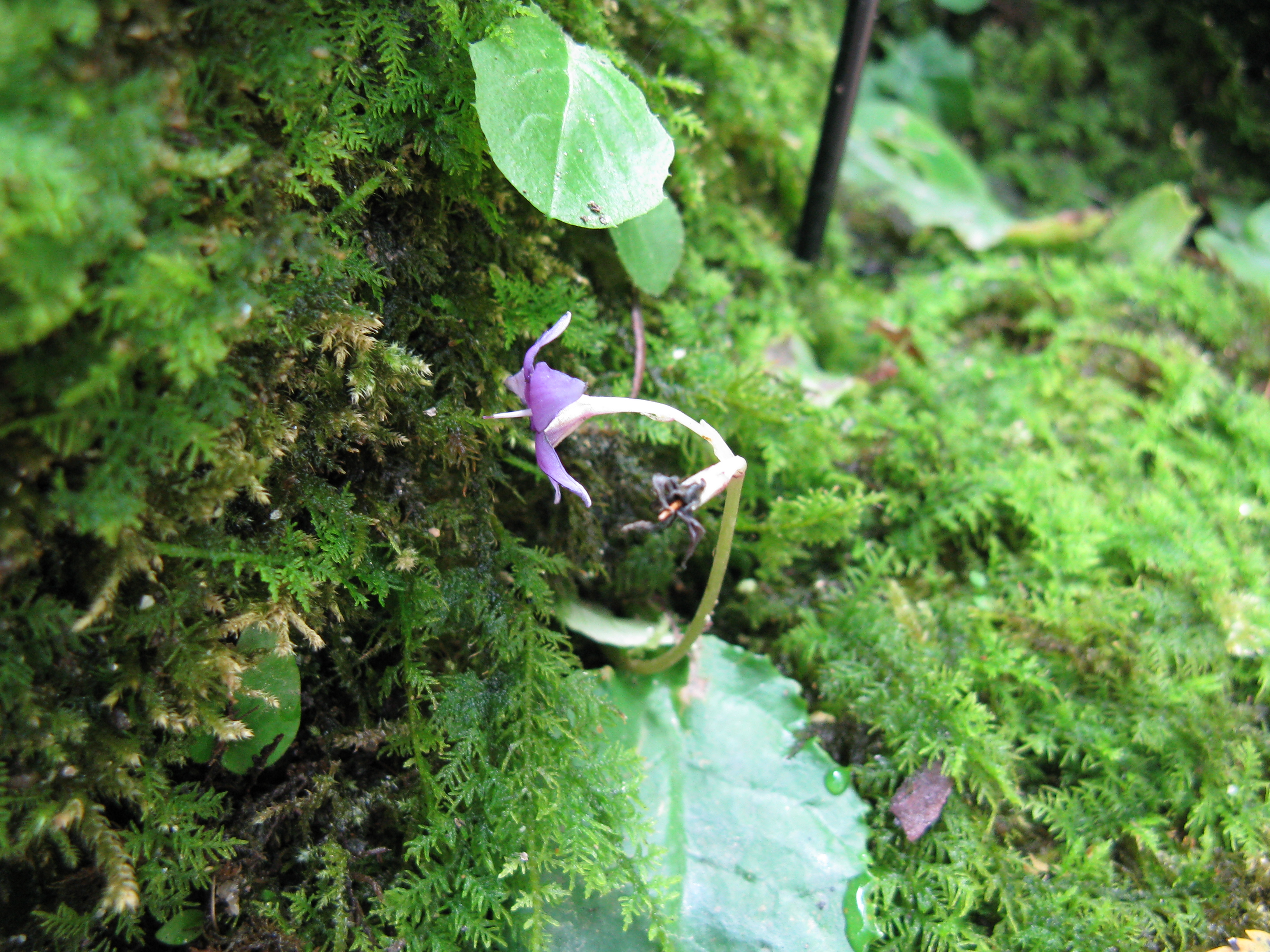
En el seu hàbitat

## Descripció
És una planta perenne (sub)acaule herbàcia. Amb poques fulles, en una roseta basal, làmina el·líptica amb la base truncada o cordada. Les inflorescències en cims axil·lars, amb flors laxes. Sèpals lliures propers a la base. Corol·la actinomorfa. El fruit és una càpsula ovoide, de 2,5 cm, dehiscent. Té un nombre de cromosomes de 2n = 32.

## Taxonomia
Conandron ramondioides fou descrita per Siebold i Zucc. en Abhandlungen der Mathematisch-Physikalischen Classe der Königlich Bayerischen Akademie der Wissenschaften, 3: 730, pl. 3, f. I(1–7). 1843.
Etimologia

Conandron: nom genèric compost per κωνος, kōens = 'con', i άνδρών, andrōn = 'masculí'. Les anteres formen un con distintiu amb els marges fusionats, i formen un apèndix apical allargat.
Sinonímia

- Conandron minor T.Itô
- Conandron ramondioides f. pilosum (Makino) Ohwi
- Conandron ramondioides var. pilosum Makino
- Conandron ramondioides var. taiwanensis Masam.[4]